# Xiphorhynchus ocellatus
El trepatroncos ocelado (en Colombia y Ecuador (Xiphorhynchus ocellatus), también denominado trepador ocelado (en Perú), trepador de ocelos (en Venezuela) o trepatroncos ocelado meridional,  es una especie de ave paseriforme de la familia Furnariidae, perteneciente al numeroso género Xiphorhynchus. Diversos autores sostienen que la presente se divide en más de una especie. Es nativa de la cuenca del Amazonas en América del Sur.

## Distribución y hábitat
El grupo de subespecies chunchotambo se distribuye por el piedemonte andino oriental de baja altitud y terrenos amazónicas adyacentes, desde el sur de Colombia, hacia el sur por el este de Ecuador, este de Perú, extremo oeste de Brasil, hasta el norte y centro de Bolivia; el grupo de subespecies beauperthuysii se distribuye en el noroeste de la Amazonia al norte del río Amazonas, en el este y sureste de Colombia, extremo sur de Venezuela, este de Ecuador, noreste de Perú y noroeste de Brasil (hacia el este hasta el río Negro); y el grupo de subespecies ocellatus se distribuye en la Amazonia brasileña, al sur del río Amazonas (de forma fragmentada hacia el este hasta el bajo río Tapajós), en el noreste de Perú y extremo noreste de Bolivia.
Esta especie (considerando el grupo ocellatus solamente) es considerada bastante común, pero muy discreta, en sus hábitats naturales, el sotobosque de selvas húmedas, especialmente de terra firme con árboles altos, pero también cerca de ríos o pantanos (bosques de várzea en algunos locales) o en selvas asociadas con suelos arenosos. Primariamente frecuenta el interior de selvas maduras, con menos frecuencia en bosques perturbados, crecimientos secundarios o bordes de bosque. La distribución fragmentada posiblemente sea relativa a las preferencias de hábitat mal conocidas y tal vez sea geográficamente variable. Mayormente debajo de los 500m de altitud.

## Sistemática

### Descripción original
La especie X. ocellatus fue descrita por primera vez por el naturalista alemán Johann Baptist von Spix en 1824 bajo el nombre científico Dendrocolaptes ocellatus; la localidad tipo es: «Piauí; error = desembocadura del Río Madeira, Amazonas, Brasil».

### Etimología
El nombre genérico masculino «Xiphorhynchus» se compone de las palabras del griego «ξιφος xiphos» que significa ‘espada’, y «ῥυγχος rhunkhos» que significa ‘pico’; y el nombre de la especie «ocellatus» en latín significa ‘ocelado’, ‘con marcas como ocelos’.

### Taxonomía
La historia taxonómica de la presente especie ya era considerada compleja e incierta. El grupo de subespecies chunchotambo y el grupo de subespecies beauperthuysii, son reconocidos como especie separada de X. ocellatus (el trepatroncos de Tschudi Xiphorhynchus chunchotambo) y el trepatroncos ocelado septentrional Xiphorhynchus beauperthuysii) por las clasificaciones Aves del Mundo (HBW) y Birdlife International (BLI), con base en análisis genéticos, y en la profunda divergencia genética encontrada en un análisis filogenético multilocular del complejo Xiphorhynchus pardalotus/ocellatus de Sousa-Neves et al (2013), así como también con base en la significativa diferencia de vocalizaciones y en la morfología. Sin embargo, este cambio taxonómico no fue reconocido por el Comité de Clasificación de Sudamérica (SACC) que rechazó la Propuesta N.º 600 que propuso la separación de X. ocellatus en tres especies, debido a la insuficiencia de datos publicados de vocalizaciones.
Los datos genéticos evidenciaron que X. ocellatus (con X. beauperthuysii) y X. chunchotambo son especies hermanas, con Xiphorhynchus pardalotus basal al par formado por ambas.
El Comité Brasileño de Registros Ornitológicos (CBRO) reconoce a las tres especies como separadas.

### Subespecies
Según las clasificaciones del del Congreso Ornitológico Internacional (IOC), y Clements Checklist/eBird, se reconocen siete subespecies, con su correspondiente distribución geográfica:
- Grupo politípico chunchotambo:
  - Xiphorhynchus ocellatus napensis Chapman, 1924 – contrafuertes andinos bajos y tierras bajas amazónicas adyacentes desde el sur de Colombia (sureste de Nariño, oeste de Caquetá) hacia el sur hasta el noreste de Perú (al sur hasta el río Marañón).
  - Xiphorhynchus ocellatus chunchotambo (Tschudi, 1844) – contrafuertes andinos bajos en el este y noreste de Perú (al sur del Marañón hasta Ucayali y Junín).
  - Xiphorhynchus ocellatus brevirostris J.T. Zimmer, 1934 – contrafuertes andinos bajos y tierras bajas amazónicas adyacentes en el sureste de Perú, Brasil (sur de Acre) y norte y centro de Bolivia (La Paz y oeste de Beni al este hasta el oeste de Santa Cruz).

- Grupo politípico beauperthuysii/lineatocapilla:
  - Xiphorhynchus ocellatus lineatocapilla (Berlepsch & Leverkühn, 1890) – distribución incierta.
  - Xiphorhynchus ocellatus beauperthuysii (Pucheran & Lafresnaye, 1850) – noroeste de la Amazonia al norte del río Amazonas, en el este y sureste de Colombia, extremo sur de Venezuela (suroeste de Amazonas), este de Ecuador, noreste de Perú y noroeste de Brasil (hacia el este hasta el río Negro).

- Grupo politípico ocellatus/perplexus:
  - Xiphorhynchus ocellatus perplexus J.T. Zimmer, 1934 – oeste de la Amazonia al sur del río Amazonas, en el noreste de Perú (hacia el este desde el bajo río Ucayali, posiblemente desde el río Huallaga) y oeste de Brasil (hacia el este al menos hasta el río Tefé, probablemente hasta el río Purus, y hacia el sur hasta el sureste de Acre); registrado también en el extremo noreste de Bolivia (Pando).
  - Xiphorhynchus ocellatus ocellatus (Spix, 1824) – distribución fragmentada en la Amazonia brasileña al sur del río Amazonas, desde el Purus hacia el este hasta la margen izquierda del río Tapajós.